# Seznam ameriških tenisačev
Seznam ameriških tenisačev.

## A
Jan Abaza - Andre Agassi - Kristie Ahn - Fred Alexander - Leslie Allen - Wilmer Allison - Anna Alons - Frances Altick - Victor Amaya - Jessie Aney - Amanda Anisimova - Paul Annacone - Julie Anthony - JC Aragone - Usue Maitane Arconada - Jimmy Arias - Arthur Ashe - Raquel Atawo - Juliette Atkinson - Tracy Austin -

## B
Brian Baker - Maud Banks - Maud Barger-Wallach - Emina Bektas - CiCi Bellis - Jay Berger - Pauline Betz - James Blake - Thomas Blake - Ulises Blanch - Jeff Borowiak - Julia Boserup - Jennifer Brady - Madison Brengle - Jenson Brooksby - Louise Brough - Mary Browne - Bob Bryan - Mike Bryan - Chase Buchanan - Butch Buchholz - Don Budge - Mallory Burdette - Dawn Buth -

## C
Sandra Cacic - Oliver Campbell - Jennifer Capriati - Hayley Carter - Rosemary Casals - Ray Casey - James Cerretani - Dorothea Douglass Chambers - Michael Chang - Kelly Chen - Bundy Cheney - Dorothy Cheney - Louisa Chirico - Winona Closterman - Danielle Collins - Maureen Connolly - Jimmy Connors - Jim Courier - Jane Craven - Samantha Crawford - Jill Craybas - Maxime Cressy - Kevin Curren -

## D
Lindsay Davenport - Dwight F. Davis - Lauren Davis - Scott Davis (tenisač) - Kayla Day - Ryler DeHeart - Taylor Dent - John H. Doeg - Caroline Dolehide - Jared Donaldson - Laura DuPont - Margaret Osborne duPont - Pat Dupre - Victoria Duval -

## E
Lauren Embree - Ernesto Escobedo - Christopher Eubanks - Chris Evert - Jimmy Evert -

## F
Irina Falconi - Bob Falkenburg - Gigi Fernández - Mary Joe Fernández - Mardy Fish - Ken Flach - Peter Fleming (tenisač) - Bjorn Fratangelo - Amy Frazier - Taylor Fritz - Shirley Fry -

## G
Edina Gallovits-Hall - Jan-Michael Gambill - Zina Garrison - Cori Gauff - Vitas Gerulaitis - Nicole Gibbs - Althea Gibson - Brad Gilbert - Justin Gimelstob - Robby Ginepri - Marcos Giron - Alexa Glatch - Pancho Gonzales - Coco Gouff - George Jay Gould II. - Jim Grabb - Wylie Cameron Grant - Laura Granville - Clarence Griffin -

## H
Jamie Hampton - Darlene Hard - Christian Harrison - Ryan Harrison - Jada Hart - Doris Hart - John Hennessey - Tommy Ho - Jennifer Hopkins -

## I
John Isner -

## J
Helen Jacobs - Andrea Jaeger - Scoville Jenkins  - Donald Johnson - Steve Johnson - Bill Johnston - Kelly Jones - Marion Jones - Kathy Jordan -

## K
Robert Kendrick - Sofia Kenin - Madison Keys - Allie Kiick - Kevin Kim - Billie Jean King - Vania King - Howard Kinsey - Bradley Klahn - Andy Kohlberg - Raquel Kops-Jones - Sebastian Korda - Frank Kovacs - Stefan Kozlov - Austin Krajicek - Jack Kramer - Ashley Kratzer - Desirae Krawczyk - Aaron Krickstein - Johan Kriek - Mitchell Krueger - Denis Kudla - Thai-Son Kwiatkowski - Patrick Kypson -

## L
Danielle Lao - William Larned - Arthur Larsen - Rick Leach - Varvara Lepchenko - Ann Li - Scott Lipsky - Claire Liu - Jamie Loeb - Francesca Di Lorenzo - Bob Lutz (tenisač) -

## M
Gretchen Magers - Molla Mallory - Sanaz Marand -  Alice Marble - Todd Martin - Bethanie Mattek-Sands - Tim Mayotte - Myrtle McAteer - Mackenzie McDonald - John McEnroe - Patrick McEnroe - Christina McHale - Chuck McKinley - Maurice McLoughlin - Caty McNally - John McNally - Lori McNeil - Nicole Melichar - Grace Min - Brienne Minor - Michael Mmoh  - Nicholas Monroe - Robin Montgomery - Helen Wills Moody - Elisabeth Moore - Corina Morariu - Megan Moulton-Levy - Asia Muhammad - Lindley Murray (tenisač) -

## N
Betsy Nagelsen - Brandon Nakashima - Emilio Nava - Martina Navratilova - Ingrid Neel - Dennis Novikov -

## O
Wayne Odesnik - Alex Olmedo - Reilly Opelka - Junior Alexander Ore - Lilia Osterloh - Whitney Osuigwe - Melanie Oudin -

## P
Frank Parker - Alycia Parks - Tommy Paul -  Jessica Pegula - Bernarda Pera - Tom Pettitt - Kimberly Po - Barbara Potter - Jim Pugh -

## Q
Sam Querrey - Eric Quigley -

## R
Dennis Ralston - Rajeev Ram - Sunitha Rao - Elizabeth Rastall - Lisa Raymond - Richey Reneberg - Renée Richards - Vincent Richards - Nancy Richey - Bobby Riggs - Brie Rippner - Alison Riske - Andy Roddick - Shelby Rogers - Ahsha Rolle - Christina Rosca - Derrick Rostagno - Chanda Rubin - JoAnne Russell -

## S
Pete Sampras - Tennys Sandgren - Sabrina Santamaria - Alexander Sarkissian - Richard Savitt - Zoë Gwen Scandalis - Max Schnur - Chalena Scholl - Ted Schroeder - Pablo Schurig -  Richard Sears - Pancho Segura - Robert Seguso - Vic Seixas - Monika Seleš - Sofia Sewing - Ryan Shane - Meghann Shaughnessy - Ben Shelton - Ena Shibasara - Francis Xavier Shields - Leif Shiras - Pam Shriver - Dick Skeen - Henry Slocum (tenisač) - Anne Smith - Stan Smith - Tim Smyczek - Jack Sock - Vince Spadea - Abigail Spears - Mitch Sprengelmeyer - Stan Smith - Peyton Stearns - Sloane Stephens - Alexandra Stevenson - May Sutton - Zachary Svajda -

## T
Bill Talbert - Roscoe Tanner - Jeff Tarango - Anna Tatishvili - Brian Teacher - Pam Teeguarden - Francis Tiafoe -  Bill Tilden - Taylor Townsend - Tony Trabert - Meilen Tu - Story Tweedie-Yates

## V
Brian Vahaly - Coco Vandeweghe - Welby Van Horn - Sachia Vickery - Ellsworth Vines - Katie Volynets -

## W
Sharon Walsh - Holcombe Ward - MaliVai Washington - Mashona Washington - Jolene Watanabe - Joe Whalen - David Wheaton - Tami Whitlinger - Malcolm Whitman - Hazel Hotchkiss Wightman - Richard Williams (tenisač) - Serena Williams - Venus Williams  - Helen Wills - J.J. Wolf - Keri Wong - Sidney Wood - Chris Woodruff - Robert Wrenn - Beals Wright -

## Y
Donald Young